# John Jaïro Ruiz
Pour les articles homonymes, voir Ruiz.
John Jaïro Ruiz, est un footballeur international costaricien, né le 10 janvier 1994 à Puntarenas. Il joue au Guadalupe FC, comme attaquant.

## Biographie

### En club
John Jaïro Ruiz est formé au Deportivo Saprissa. Il joue ses premiers matchs dans le championnat costaricien lors de l'année 2011.
Il arrive au LOSC Lille en janvier 2012, en échange d'une indemnité de transfert d'environ 1,2 million d'euros. Il joue pendant six mois avec la réserve du LOSC avant d'être prêté au Royal Mouscron-Peruwelz (deuxième division belge) pour la saison 2012-2013. 
À Mouscron, malgré son jeune âge, il s'impose immédiatement comme un titulaire indiscutable, marquant de précieux buts pour son équipe. Il inscrit notamment deux buts face au Royal Boussu Dour Borinage, deux buts face à Saint-Trond et encore deux buts contre l'équipe de Sint-Niklaas. Pour sa première titularisation en Ligue 1, le 24 novembre 2013, il se claque à la cuisse et doit sortir sur blessure à la 38e minute de jeu. Pour retrouver du temps de jeu, il est de nouveau prêté en Belgique pour la saison 2014-2015 auprès du KV Ostende.
N'entrant pas dans les plans du LOSC pour la saison 2015-2016, il est transféré au FK Dnipro.

### En équipe nationale
John Jaïro Ruiz participe au Championnat de la CONCACAF des moins de 17 ans 2011 avec le Costa Rica. Il inscrit 4 buts dans cette compétition, avec notamment un triplé face à l'équipe du Salvador.
John Jaïro Ruiz participe dans la foulée au Championnat de la CONCACAF des moins de 20 ans 2011. Le Costa Rica termine finaliste du tournoi, ce qui lui permet de se qualifier pour la Coupe du monde U-20 2011 qui se déroule en Colombie.  
En 2015, John Jaïro Ruiz participe au Festival international espoirs – Tournoi Maurice-Revello avec le Costa Rica qui se déroule en Provence-Alpes-Côte d'Azur. Le Costa Rica termine 8ème du Tournoi de Toulon 2015.

## Statistiques
| Saison    | Club                     | Championnat        | Championnat | Championnat | Coupe nationale | Coupe nationale | Coupe de la Ligue | Coupe de la Ligue | Compétition(s) continentale(s) | Compétition(s) continentale(s) | Compétition(s) continentale(s) | Costa Rica | Costa Rica | Total | Total |
| Saison    | Club                     | Division           | M.          | B.          | M.              | B.              | M.                | B.                | Comp.                          | M.                             | B.                             | M.         | B.         | M.    | B.    |
| 2011-2012 | Deportivo Saprissa       | Primera División   | 9           | 1           | 2               | 0               | -                 | -                 | -                              | -                              | -                              | -          | -          | 11    | 1     |
| 2011-2012 | LOSC Lille               | Ligue 1            | 0           | 0           | -               | -               | -                 | -                 | -                              | -                              | -                              | -          | -          | 0     | 0     |
| 2012-2013 | Royal Mouscron (prêt)    | Belgacom League    | 24          | 14          | 7               | 8               | -                 | -                 | -                              | -                              | -                              | -          | -          | 31    | 22    |
| 2013-2014 | LOSC Lille               | Ligue 1            | 8           | 0           | 2               | 0               | 1                 | 0                 | -                              | -                              | -                              | 1          | 0          | 12    | 0     |
| 2014-2015 | KV Ostende (prêt)        | Jupiler Pro League | 27          | 5           | 5               | 1               | -                 | -                 | -                              | -                              | -                              | 3          | 1          | 35    | 7     |
| 2015-2016 | FK Dnipro                | Premier-liha       | 14          | 6           | 6               | 0               | -                 | -                 | C3                             | 2                              | 0                              | 1          | 0          | 23    | 6     |
| 2016-2017 | Étoile rouge de Belgrade | SuperLiga          | 18          | 5           | 1               | 0               | -                 | -                 | C1+C3                          | 4+2                            | 0+0                            | 4          | 0          | 29    | 5     |

## Palmarès
- Finaliste du Championnat de la CONCACAF des moins de 20 ans 2011 avec le Costa Rica